# جون غرانت (سياسي أسترالي)
جون غرانت (بالإنجليزية: John Grant)‏ هو سياسي أسترالي، ولد في 1954 في بريزبان في أستراليا. حزبياً، نشط في الحزب الوطني الليبرالي في كوينزلاند. وقد انتخب عضو المجلس التشريعي ولاية كوينزلاند عن دائرة Electoral district of Springwood ‏ (24 مارس 2012 – 30 يناير 2015).